# Christian Brodhag
 (juin 2022).
Si vous disposez d'ouvrages ou d'articles de référence ou si vous connaissez des sites web de qualité traitant du thème abordé ici, merci de compléter l'article en donnant les références utiles à sa vérifiabilité et en les liant à la section « Notes et références ».
Christian Brodhag est un homme politique français, écologiste et universitaire.

## Biographie
Christian Brodhag est né le 31 mars 1952 à Paris XVe. Il est Chevalier de la Légion d'honneur.

### Cursus et fonctions universitaires
- Ingénieur Civil des Mines (Saint-Étienne)
- Docteur en Sciences Physiques
- Professeur émérite à l'École nationale supérieure des mines de Saint-Étienne

### Fonctions politiques et publiques
- Porte-parole national des Verts de 1989 à 1991
- 1992 - 1998 : Conseiller régional de Rhône-Alpes
- Président du Groupe des Verts au Conseil Régional Rhône-Alpes 1992-1994 (il a quitté les Verts en 1994 au moment de la scission Verts/MEI, il est depuis sans affiliation politique)
- Président de la Commission Française du Développement Durable 1996-1999
- Délégué Interministériel au Développement Durable 7 juillet 2004 - 21 mai 2008
- Conseiller municipal d'opposition 2008-2014 à Saint-Étienne sur liste Union pour l'avenir des stéphanois conduite par Michel Thiollière
- Vice-Président du Conseil de Développement de Saint-Étienne Métropole 2015
- Membre de la section prospective du Conseil économique, social et environnemental régional (CESER) Auvergne Rhône-Alpes 2016 - 2017
- Président  émérite du Cercle de l'École nationale supérieure des mines de Saint-Étienne.

### Groupes de travail, comités et associations
- 2002 - 2004 : Membre Conseil National du développement durable, animateur du groupe l'État exemplaire
- 2001 - 2005 : Président du groupe de travail de l'AFNOR sur le développement durable (commission de normalisation), SD 21000
- 2006 - 2011 : Président du Conseil d'Orientation de l'Institut de l’énergie et de l’environnement de la Francophonie (OIF)
- 2006 - 2008 : Président du Groupe de travail international sur le développement du tourisme durable
- 2008 - 2013 : Président de l'Institut français de la performance énergétique du bâtiment (IFPEB)
- 2008 - 2010 : Après avoir été membre de la délégation française au titre du gouvernement 2005 - 2008 il a présidé le groupe francophone à l'ISO 26000
- 2009 - en cours : Président du Pôle Eco-conception, Performance du Cycle de Vie, centre français d’expertises, de compétences, de connaissances et de ressources sur l’éco-conception.
- 2013 - 2022 : Président du Chapitre national français de Construction21
- 2013 - en cours : Président de l'association internationale sans but lucratif Construction21 (AISBL), qui pilote le réseau des portails Construction21 dans le monde.
- 2022 - en cours : Président de la Commission VTDI de l'AFNOR : Villes et Territoires Durables et Intelligents